# Talbeteckningssystemet i Linear A och Linear B
Talbeteckningssystemet i Linear A och Linear B föregick det attiska talbeteckningssystemet med mer än 1000 år. Det var ett talsystem för att skriva numeriska tal som var gemensamt för minoer och greker under slutet av bronsåldern.

## Översikt

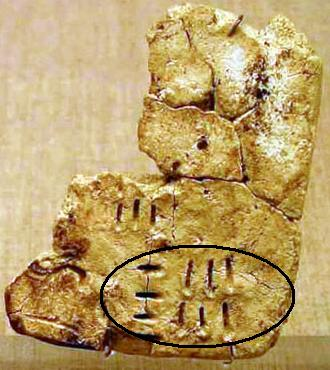
Talet 36 från ett linear A fynd på Santorini, Grekland.

Linear A var en slags hieroglyfskrift som användes av minoerna på Kreta åtminstone från cirka 2000 f.Kr till ungefär 1400 f.Kr. Det närliggande skriftsystemet linear B var en stavelseskrift som användes för att skriva grekiska innan det grekiska alfabetet började användas, från omkring år 1400 f.Kr till 1200-talet f.Kr. På Cypern förekom varianter av linear B ända fram till 200-talet f.Kr, cypro-minoisk och Cypriotisk stavelseskrift. Alla dessa skriftsystem använde samma tecken för att beteckna tal.
| Tecken för tal i linear A och linear B        | Tecken för tal i linear A och linear B | Tecken för tal i linear A och linear B | Tecken för tal i linear A och linear B | Tecken för tal i linear A och linear B |
| --------------------------------------------- | -------------------------------------- | -------------------------------------- | -------------------------------------- | -------------------------------------- |
|                                               |                                        |                                        |                                        |                                        |
| 1                                             | 10                                     | 100                                    | 1 000                                  | 10 000                                 |
|                                               |                                        |                                        |                                        |                                        |
|                                               |                                        |                                        |                                        |                                        |
| Motsvarande tecken med egyptiska hieroglyfer. |                                        |                                        |                                        |                                        |
Siffrornas position spelade ingen roll, utan istället klumpade man ihop det antal symboler som behövdes för att teckna ett tal. Denna metod kallas för additivt talsystem. Samma system, men med andra tecken, användes sedan tidigare i den egyptiska hieroglyfskriften. Både i linear A/B och den egyptiska hieroglyfskriften hade tecknen värden med tio som bas, men egyptierna hade tecken för tal ända upp till en miljon. Den högsta kända siffran i linear A/B har ett värde på 10 000.

Talet 1986 i linear B

För andelar av heltal använde linear A rationella tal. Linear B använde sig istället av mindre enheter för att dela upp en större, som centimeter och meter.

## Tecknen i Unicode
Unicode har stöd för tecknen, i intervallet 10100-1013F i blocket Aegean Numbers. Trots detta är det som regel inte möjligt att skriva tecknen på datorn, då intervallet inte ligger i basplanet (BMP). Det är dessutom få fonter som stöder tecknen.